# اندی بارلو (بازیکن فوتبال)
اندی بارلو (انگلیسی: Andy Barlow؛ زادهٔ ۲۴ نوامبر ۱۹۶۵) بازیکن فوتبال اهل بریتانیا است.
از باشگاه‌هایی که در آن بازی کرده‌است می‌توان به باشگاه فوتبال روچدیل، باشگاه فوتبال برادفورد سیتی، باشگاه فوتبال اولدهام اتلتیک، و باشگاه فوتبال بلکپول اشاره کرد.